# Werneria tandyi
Werneria tandyi es una especie de anfibios de la familia Bufonidae.
Es endémica de Camerún.
Su hábitat natural incluye montanos secos, ríos y zonas previamente boscosas ahora muy degradadas.
Está amenazada de extinción por la pérdida de su hábitat natural.